# ARAG

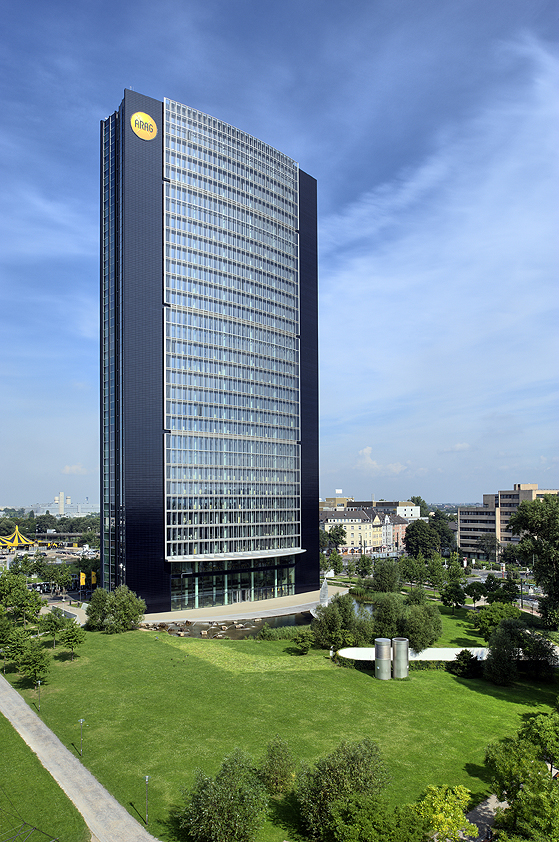
ARAG Tower Sede de ARAG em Dusseldorf

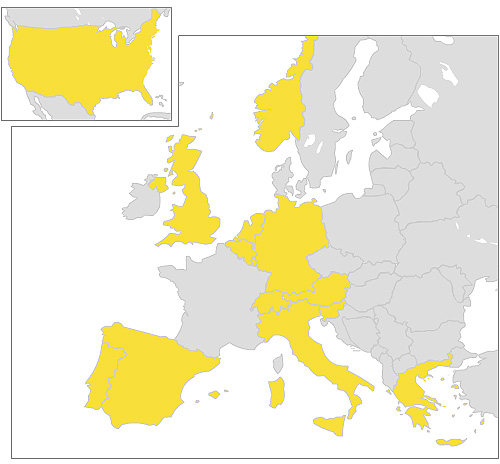
Actualmente está presente em 14 países:Bélgica, Alemanha, Grécia, Itália, Luxemburgo, Holanda, Noruega, Áustria, Portugal, Grã-Bretanha, Suíça, Eslovénia, Espanha e Estados Unidos

O grupo ARAG é uma companhia de seguro especializadas no ramo dos seguros de defesa jurídica, a principal actividade da empresa. Actualmente está presente em 14 países: Bélgica, Alemanha, Grécia, Itália, Luxemburgo, Holanda, Noruega, Áustria, Portugal, Grã-Bretanha, Suíça, Eslovénia, Espanha e Estados Unidos.
ARAG são as iniciais de Allgemeine Rechtsschutz-Versicherungs-AG, ou seja, Empresa de Seguros de Defesa Jurídica S.A. Na actualidade, continua a ser uma empresa de propriedade familiar. A sede social do Grupo ARAG situa-se em Düsseldorf-Mörsenbroich. O edifício corporativo, conhecido como ARAG Tower, é obra do arquitecto britânico Lord Norman Foster. Os 32 andares deste edifício envidraçado com mais de 132 metros de altura acolhem cerca de um milhar de funcionários e inúmeras salas de formação e de reuniões. A torre ARAG, construída entre 1993 e 2001, é um símbolo da transformação de uma empresa familiar numa multinacional. 

## História do grupo ARAG
O advogado e notário Heinrich Fassbender fundou a ARAG como empresa de Seguros de Defesa Jurídica no ano 1935 na Alemanha. O fundador definiu a actividade da empresa na base do direito universal de qualquer pessoa ou empresa a defender os seus interesses. Esta ideia foi expressa por si da seguinte maneira: «Todos os cidadãos devem ser capazes de fazer valer os seus direitos, não só aqueles que se possam permitir fazê-lo».
No início, a ARAG estava especializada no ramo do automóvel. O negócio prosperou e por esse motivo, nos anos 60, começou a abrir o mercado aos restantes ramos das companhias de seguros. Também durante esta década, começou a expansão internacional e na actualidade está presente em 14 países:
- nos Países Baixos desde 1962;
- na Bélgica e em Itália desde 1965;
- na Grécia e na Suíça desde 1972;
- na Áustria desde 1976;
- em Espanha desde 1977;
- no Luxemburgo desde 1990;
- nos Estados Unidos desde 1989;
- em Portugal desde 2002;
- na Noruega desde 2005;
- no Reino Unido desde 2006.

## ARAG em Portugal
A empresa está presente no mercado luso desde o ano 2002, e é uma das filiais mais jovens do grupo e a sua sede central está situada em Lisboa.
Nos últimos anos, a sociedade portuguesa mudou o seu comportamento, e cada vez é mais consciente de que deve fazer valer os seus direitos. Provavelmente, a crise económica iniciada em 2007 potenciou ainda mais esta situação e, pouco a pouco, os portugueses passaram a ter uma maior cultura da reclamação, equiparando-se a outros países europeus como a Alemanha, onde está plenamente consolidada.

## Sector de actividade em Portugal
A ARAG trabalha principalmente em dois sectores: o dos seguros de defesa jurídica, sector de actividade principal e o dos seguros de assistência em viagem.
Os seguros de defesa jurídica funcionam de forma similar aos de um seguro de saúde: pagando um prémio ao ano, o cliente tem direito a que um advogado o assessore e leve o caso quando tem um problema legal. Actualmente comercializa os seguintes seguros de defesa jurídica: 
- ARAG Família (defesa dos direitos no consumo, laboral, sucessões...) para o âmbito da vida privada das pessoas
- ARAG Condutor (defesa dos direitos na reclamação de multas, reclamação de danos corporais,…)
- ARAG Comunidade de proprietários (defesa dos direitos em reclamações a vizinhos, danos no imóvel, ...)
- ARAG Comércio (defesa dos direitos nos direitos em reclamações por incumprimentos de contrato, sanções administrativas...) para o âmbito da vida profissional como proprietário de uma pequena empresa.